# Sveopće poslanje
Sveopće poslanje je poziv Isusa Krista svojim učenicima i svim vjernicima na širenje Evanđelja među svim narodima svijeta. Najpoznatija inačica sveopćeg poslanja je u Evanđelju po Mateju (Mt 28,16-20), kada je na planini u Galileji, Isus pozvao svoje učenike neka krste sve narode u ime Oca i Sina i Duha Svetoga.
Sveopće poslanje postalo je ključna odrednica u kršćanskoj teologiji ističući misionarski rad, evangelizaciju i pokrštavanje. Apostoli su krenuvši iz Jeruzalema širili Evanđelje i osnivali kršćanske zajednice. Dio teologa vjeruje da se sveopće poslanje već ispunilo u 1. stoljeću djelovanjem apostola i Isusovih učenika, a neki teolozi vjeruju da se sveopće poslanje odnosi i na sve današnje kršćane, koji trebaju širiti Evanđelje svim narodima svijeta, sve dok svi ne upoznaju Isusov nauk. Neki teolozi kao što su Eduard Riggenbach (u djelu Der Trinitarische Taufbefehl) i J.H. Oldham (u djelu  The Missionary Motive) tvrde da sam koncept nije postojao prije 1650. godine i da su se biblijski redci o tome tradicijski tumačili kao da se odnose samo na Isusove učenike (za koje se vjeruje da ih je bilo oko 500).
Sveopće poslanje spominje se i u Evanđeljima po Luki i Marku, iako sa značajnim razlikama. Tako u Evanđelju po Luki, Isus šalje učenike svim narodima i daje im moć nad zlim duhovima. 
Najpoznatija inačica sveopćeg poslanja je u Evanđelju po Mateju: „Jedanaestorica pođoše u Galileju na goru kamo im je naredio Isus. Kad ga ugledaše, padoše ničice preda nj. A neki posumnjaše. Isus im pristupi i prozbori: 'Dana mi je sva vlast na nebu i na zemlji! Pođite dakle i učinite mojim učenicima sve narode krsteći ih u ime Oca i Sina i Duha Svetoga'”. (Mt, 28,16-20) Krist poziva, opravdava, posvećuje i šalje svoje učenike naviještati Božje kraljevstvo, kako bi svi narodi postali jedan Božji narod tj. dio Crkve. Sveopća Crkva, bez zapreka i bez granica, osjeća se odgovornom za navještaj evanđelja pred cijelim narodima. Zato je poslanje Crkve pozvati sve narode na spasenje što ga ostvaruje Bog po svome utjelovljenome Sinu.
Druge inačice sveopćeg poslanja nalaze se u Evanđelju po Marku (Mk 16, 14-18), po Luki (Lk 24,44-49), Djelima apostolskim (Dj 1,4-8 i Evanđelju po Ivanu (Iv 20,19-23). U Evanđelju po Luki, Isus je navijestio učenicima da propovijedaju pokajanje i oprost te obećava da će se „odjenuti u Silu Odozgor”. U Evanđelju po Ivanu, učenici su primili Duha Svetoga i autoritet oproštati grijehe: „Primite Duha Svetoga. Kojima otpustite grijehe, otpuštaju im se; kojima zadržite, zadržani su im.(Iv 20,22-23)”. Svi ti događaji dogodili su se nakon Isusova uskrsnuća i prije Isusova uzašašća na nebo.
U Evanđelju po Mateju, prije sveopćeg poslanja, Isus je poslao učenike naviješćati njegov nauk samo Židovima: „K poganima ne idite i ni u koji samarijski grad ne ulazite! Pođite radije k izgubljenim ovcama doma Izraelova!” (Mt 10,5-6)